# Hongarije op het Eurovisiesongfestival 2009
Hongarije nam deel aan het Eurovisiesongfestival 2009 in Moskou, Rusland. Het was de 8ste deelname van het land op het Eurovisiesongfestival. MTV was verantwoordelijk voor de Hongaarse bijdrage voor de editie van 2009.

## Selectieprocedure
In tegenstelling tot het vorige jaar, koos men deze keer voor een interne selectie.
Tot 2 februari kon iedereen die dit wou zich inschrijven voor deze selectie.
Op 3 februari werd reeds bekendgemaakt dat Mark Zentai het land zou vertegenwoordigen. Echter werd snel duidelijk dat het lied reeds in 2004 werd uitgebracht in Zweden.
Daarop ging de omroep op zoek naar een nieuwe kandidaat. Reeds één dag later hadden ze Katya Tompos aangeduid.
Echter stuitte dit op hevig verzet bij de muziekindustrie in het land omdat er geen nationale finale was.
Door deze druk en omdat ze niet veel tijd had voor het festival, trok ze zich op 10 februari al terug.
Op 23 februari werd dan uiteindelijk bekend dat Zoli Adok het land zou vertegenwoordigen met het lied Dance with me.

## In Moskou
In de tweede halve finale moest men optreden als 11de, net na Slovenië en voor het Azerbeidzjan.
Op het einde van de puntentelling bleken ze een 15de plaats te hebben bereikt, met een totaal van 16 punten. Dit was niet voldoende om de finale te halen.
België zat in de andere halve finale en Nederland had geen punten over voor deze inzending.

### Gekregen punten

#### Halve Finale 2
| 12 punten | 10 punten | 8 punten           | 7 punten    | 6 punten |
| --------- | --------- | ------------------ | ----------- | -------- |
|           |           | - Azerbeidzjan     |             |          |
| 5 punten  | 4 punten  | 3 punten           | 2 punten    | 1 punt   |
|           |           | - Albanië - Spanje | - Slowakije |          |

### Punten gegeven door Hongarije

#### Halve Finale 2
Punten gegeven in de halve finale:
| 12 punten | Azerbeidzjan |
| 10 punten | Noorwegen    |
| 8 punten  | Oekraïne     |
| 7 punten  | Estland      |
| 6 punten  | Griekenland  |
| 5 punten  | Moldavië     |
| 4 punten  | Albanië      |
| 3 punten  | Denemarken   |
| 2 punten  | Servië       |
| 1 punt    | Kroatië      |

#### Finale
Punten gegeven in de finale:
| 12 punten | Noorwegen           |
| 10 punten | Azerbeidzjan        |
| 8 punten  | Oekraïne            |
| 7 punten  | IJsland             |
| 6 punten  | Estland             |
| 5 punten  | Turkije             |
| 4 punten  | Griekenland         |
| 3 punten  | Denemarken          |
| 2 punten  | Albanië             |
| 1 punt    | Verenigd Koninkrijk |

| 12 punten | Noorwegen           |
| 10 punten | IJsland             |
| 8 punten  | Azerbeidzjan        |
| 7 punten  | Estland             |
| 6 punten  | Denemarken          |
| 5 punten  | Oekraïne            |
| 4 punten  | Malta               |
| 3 punten  | Duitsland           |
| 2 punten  | Verenigd Koninkrijk |
| 1 punt    | Moldavië            |

| 12 punten | Azerbeidzjan        |
| 10 punten | Noorwegen           |
| 8 punten  | Oekraïne            |
| 7 punten  | Turkije             |
| 6 punten  | Griekenland         |
| 5 punten  | Estland             |
| 4 punten  | Albanië             |
| 3 punten  | IJsland             |
| 2 punten  | Verenigd Koninkrijk |
| 1 punt    | Moldavië            |